# Alexandru Ioan Cuza (Iași)
Alexandru Ioan Cuza é uma comuna romena localizada no distrito de Iaşi, na região de Moldávia. A comuna possui uma área de 48.63 km² e sua população era de 2996 habitantes segundo o censo de 2007.